# San Marco–6
San Marco–6 (angolul: Saint Mark, Velence  védőszentje) olasz műhold, ionoszféra kutató műhold.

## Küldetés
Feladata az ionoszféra vizsgálata, a légsűrűség változásainak közvetlen mérése az Egyenlítő fölött. További résztvevők az Amerikai Egyesült Államok és Franciaország.

## Jellemzői
Az Olasz Űrkutatási Bizottság (olaszul: Commissione per le Ricerche Spaziali – CRS), a Nemzeti Kutatási Tanács által támogatott program. Épített és működtette a Centro di Ricerche Aerospaziali (CRA) Universita di Roma. A hordozórakétát a NASA biztosította.
Megnevezései: San Marco D/L; COSPAR: 1988-026A; Kódszáma: 19013.
1988. március 25-én a San Marco-kilövőállásról (Kenya) egy Scout G–1 (S206C) hordozórakétával állították alacsony Föld körüli pályára (LEO = Low-Earth Orbit). Az orbitális pályája 93,4 perces, 3 fokos hajlásszögű, elliptikus pálya perigeuma 263 kilométer, az apogeuma 615 kilométer volt.
A San Marco–sorozatot az ionoszféra (felső légkörben) kutatás céljára építették. Műszereivel az ionoszféra tulajdonságait mérték a magasság függvényébe. Tervezett szolgálati idő 1 év. A nagy hatótávolságú rádiós telemetriai egység biztosította az adatforgalmat. Egy 5 méter hosszú dipól antenna segíti a kommunikációt, egy 48 centiméteres a parancsadást. A műholdak alakja gömb, átmérője 96,5 centiméter, tömege 273 kilogramm. Az űreszköz felületére 4 darab napelem egységet szereltek (5 W), éjszakai (földárnyék) energia ellátását 4 darab nikkel-kadmium akkumulátor biztosította.

## Tudományos célok
- a magaslégkör sűrűségének folyamatos és pontos mérése az ún. Broglio-mérővel
- a légkör nyomásának és hőmérsékletének mérése
- a légkör összetételének mérése tömegspektrométerrel
- az ionoszféra elektronsűrűségének mérése a magasság függvényében
- az elektronok hőmérsékletének mérése
- az ionoszféra szabálytalanságainak kimutatása
- az ionok és elektronok koncentrációjának mérése
- az ionizált részecskék sebességének mérése
- a napsugárzás figyelése
- a magaslégkör viselkedésének vizsgálata és annak hatása a földi időjárásra

1988. december 6-án 255 nap (0,70 év) után belépett a légkörbe és megsemmisült.